# Daniele Albertazzi
Daniele Albertazzi (Bologna, 18 aprile 1957) è un ex cestista italiano.

## Carriera
Alto due metri, giocava nel ruolo di ala.
Prodotto del settore giovanile della Fortitudo Bologna, arrivò fino alla prima squadra, guidata all'epoca da Aza Nikolić. Successivamente scese in Serie B al Basket Rimini, allenato dal suo concittadino Alberto Bucci, con cui conquistò la prima promozione in Serie A2 della storia del club romagnolo, ottenuta al termine della stagione 1977-1978.
L'anno seguente lo trascorse al Roseto Basket rimanendo dunque a giocare in Serie B. Nel 1979-1980 tornò al Basket Rimini ma sotto la guida del nuovo tecnico Arnaldo Taurisano non trovò particolare spazio, così dopo un anno si riavvicinò a casa giocando in Serie B nella Moto Malaguti San Lazzaro. La società nell'estate 1981 si trasferì a Ferrara, qualche mese più tardi invece centrò la promozione dalla B alla A2 al termine dell'annata 1981-1982. Albertazzi rimase nel capoluogo estense fino al 1985, giocando tre campionati di Serie A2 sempre sotto la guida di coach Marco Calamai, con il club che nel frattempo aveva assunto la denominazione di Pallacanestro Ferrara.
A seguito della retrocessione degli estensi, concretizzatasi alla fine della Serie A2 1984-1985, Albertazzi approdò a Livorno sponda Pielle (Pallacanestro Livorno). Qui restò per due stagioni: nella seconda di esse, che vede infortunarsi entrambi gli stranieri della formazione labronica Anthony Teachey ed Elvis Rolle poi sostituiti in corsa da giocatori con un rendimento inferiore, Albertazzi trascinò la squadra ai play-off della Serie A1 1986-1987 con un'annata da oltre 19 punti di media, venendo anche nominato miglior giocatore italiano del campionato.
Nell'estate 1987 seguì coach Mauro Di Vincenzo nel percorso da Livorno alla Fortitudo Bologna, nonostante il club emiliano stesse militando in Serie A2. Oltre a contribuire a riportare il club in A1, in quello stesso anno risultò uno dei coprotagonisti dell'eliminazione ai danni dei concittadini della Virtus Bologna dagli ottavi di finale dei play-off di A1, incrocio reso possibile dal regolamento dell'epoca che includeva nel tabellone anche le due squadre direttamente promosse di A2. Albertazzi vestì la canotte della Fortitudo fino al 1993, giocando parte di questa parentesi nuovamente in A2 a causa della retrocessione verificatasi al termine della stagione 1989-1990.
Nel finale di carriera scese nel campionato di Serie C con l'offerta da parte della Virtus Imola, con cui raggiunse due promozioni di fila che nel giro di due anni portarono i gialloneri in Serie B1.